# Phaeostigma majus
Phaeostigma majus är en halssländeart som först beskrevs av Hermann Burmeister 1839.  Phaeostigma majus ingår i släktet Phaeostigma och familjen ormhalssländor. Inga underarter finns listade i Catalogue of Life.